# Штефан Великий – 1475 год
«Штефан Великий — 1475 год» (рум. Ștefan cel Mare - Vaslui 1475) — румынский 2-х серийный исторический художественный фильм, снятый в 1974 году режиссёром Мирчей Дрэганом.
на студиях Romania Film, Centrul de Productie Cinematografica (Bucuresti) и Casa de Filme.
Премьера фильма состоялась 6 января 1975 года.
Снят по мотивам трилогии «Братья Ждер» (Fraţii Jderi) писателя Михаила Садовяну.

## Сюжет
Кинолента снята в честь 500-летия решающей битвы при Васлуе в ходе Молдавско-турецких войн.
Турецкий султан Мехмед II во главе одной из самых могущественных армий в мире завоевывает в 1453 году Константинополь, столицу Восточной Римской империи. Взойдя на трон византийских императоров, он воплощает в жизнь свои агрессивные планы дальнейшего завоевания Европы и отправляет своих янычар в Азию и Европу. Трапезунд, Средиземноморские острова, Греция, Сербия, Босния и Албания подверглись огню и мечу.
Его цель — достичь со своей армией Рима, чтобы навсегда уничтожить влияние папства. Для этого ему нужны деньги, запасы продовольствия и спокойствие на границах.
Султан направляет письмо господарю Молдавского княжества Штефану (Степану III) Великому с требованием дани и признания покровительства над собой Османской империи. Штефан отказывается платить дань, зная, что этот отказ повлечёт турецкое вторжение. Но доблестный пример великого господаря Влада III Цепеша, сорвавшего первую экспансию завоевателя, вдохновляет мужественного Штефана. Начинается военное противостояние. Турецкое войско, отправившееся в Молдову, терпит такое поражение, которого турки ещё не знали…

«Наш народ никогда не становился на колени и сражался всякий раз, когда ему приходилось защищать свою национальную принадлежность. Фигура Штефана Великого — символ этой борьбы нашего народа»" .
— Николае Чаушеску

## В ролях
- Георге Козорич — Штефан Великий, господарь Молдавского княжества
- Георге Диникэ — султан Мехмед II
- Виолета Андрей — Мария Мангупская, жена Штефана Великого
- Тома Димитриу — Станчул, советник Штефана
- Сандина Стан — Илисафта Комисоайская
- Джо Бартон — Маноле Ждер, конюший
- Анна Селеш — Марушка, дочь Янку Худича
- Юрие Дарие — Симион Ждер, постельничий
- Себастьян Папаяни — Ионуц Ждер, конюший
- Эманоил Петруц — иеромонах Никодим / Никоара Ждер
- Иоана Дрэган — Кандакия, жена казначея Кристи
- Флорин Пьерсик — Кристя Ждер, казначей
- Джордже Мотой — Дамиан Ждер
- Драга Олтяну Матей — Ирина, акушерка
- Коля Рэуту — Сулейман-паша
- Дина Коча — Мария-султанша
- Лучия Рыпяну — Мария, жена Раду Водэ
- Штефан Вельничук — Али-бек, командующий акынджи
- Марчел Ангелеску — Джордже Амируцес, учитель греческого языка, истории и философии
- Николае Бранкомир — Юсуф Чауш
- Анна Дукас — Анка Худич, мать Марушки
- Эмиль Мурешан — Николае Албу, тюремщик
- Димитрие Дуня — Махмуд-паша, великий визирь
- Константин Динулеску — Исак Бек, посол Персии
- Аурел Рогальски — Тома, логофет
- Юлиан Нексулеску — Бодэ, судья (ворник), зять Штефана
- Джордже Карабин — Влаку, боярин, дядя Штефана
- Мирчя Башта — Дума, двоюродный брат Штефана
- Нуку Пэунеску — Шендря
- Вирджил Попович
- Василе Богицэ — Мирза
- Йон Апахидяну
- Нунуца Ходош — княгиня Сафта
- Иоана Чомартан — Маргита, экономка
- Йон Хентер — Ятко Худич, мастер
- Эрнест Мафтей — Лазар
- Ману Небелану — Миху Волчинетский
- Мирчя Косма — боярин
- Эммерих Шеффер — Ханц Шварц, немецкий инженер, советник султана
- Петре Василеску
- Тудорел Попа
- Жан Лорин Флореску — Бенедетто Дей, флорентийский историк
- Элиза Петрэшеску — цыганка Чира, служанка Илисафты
- Траян Дэнчяну
- Валентин Плэтэряну — дьякон Штефана Великого
- Овидиу Молдован — князь Александр Мангупский
- Йон Ничиу
- Василе Пупеза
- Джордже Паул Аврам — Гвидо Солари, советник, посланник венецианского сената
- Константин Лунджеану — Джеронимо делла Ровере, посланник Папы Сикста IV
- Виорел Комэничи
- Йон Паску — пастух из Рарэу, погибший, защищая Штефана
- Север Плокон — Хасан-бек, военачальник
- Константин Вуртеян
- Корнел Испас
- Виржил Андроник
- Шербан Кантакузино
- Ион Манолеску
- Неа Штефанеску — Якуб-паша
- Георге Шимонка — венецианский путешественник Джованмариа Анджолелло
- Дан Дамян

По данным Союза авторов и продюсеров фильмов Румынии за 2006 год, фильм занимает 10-е место в списке самых просматриваемых румынских фильмов всех времён.